# Cleithracara maronii
Cá hoàng đế lỗ khóa (Danh pháp khoa học: Cleithracara maronii) là một loài cá canh trong họ Cá hoàng đế Cichlidae phân bố vùng nhiệt đới Nam Mỹ, tại các lưu vực sông Orinoco ở Venezuela thấp và các lưu vực sông ở Guianas. Chúng là loài duy nhất trong chi Cleithracara. Các loài này phổ biến với các nhà sưu tầm cá cảnh và thường xuyên được nuôi trong bể cá cảnh. 

## Đặc điểm
Đây là loài cá có màu lòng trứng và thân nhỏ. Nó có một điểm đen trên lưng trên của nó mà đôi khi kéo dài thành một sọc ngắn. Điều này dẫn đến tên gọi chung, là cá hoàng đế lỗ khóa, từ đó tên chi Cleithracara (có nghĩa là "khóa acara") là cùng một nguồn gốc. Khi nó giật mình hay lo lắng nó ép cơ thể của mình vào đá hoặc gỗ trong một nỗ lực để ngụy trang cho bản thân. Cá thường nhút nhát, hòa bình và không nên nuôi chung với các loài hung dữ. Chúng ăn các loài ăn động vật giáp xác, côn trùng và động vật không xương khác. Nó cũng ăn những bọ cánh cứng vô tình bị rơi vào bể.